# Weltevreden (plantage)

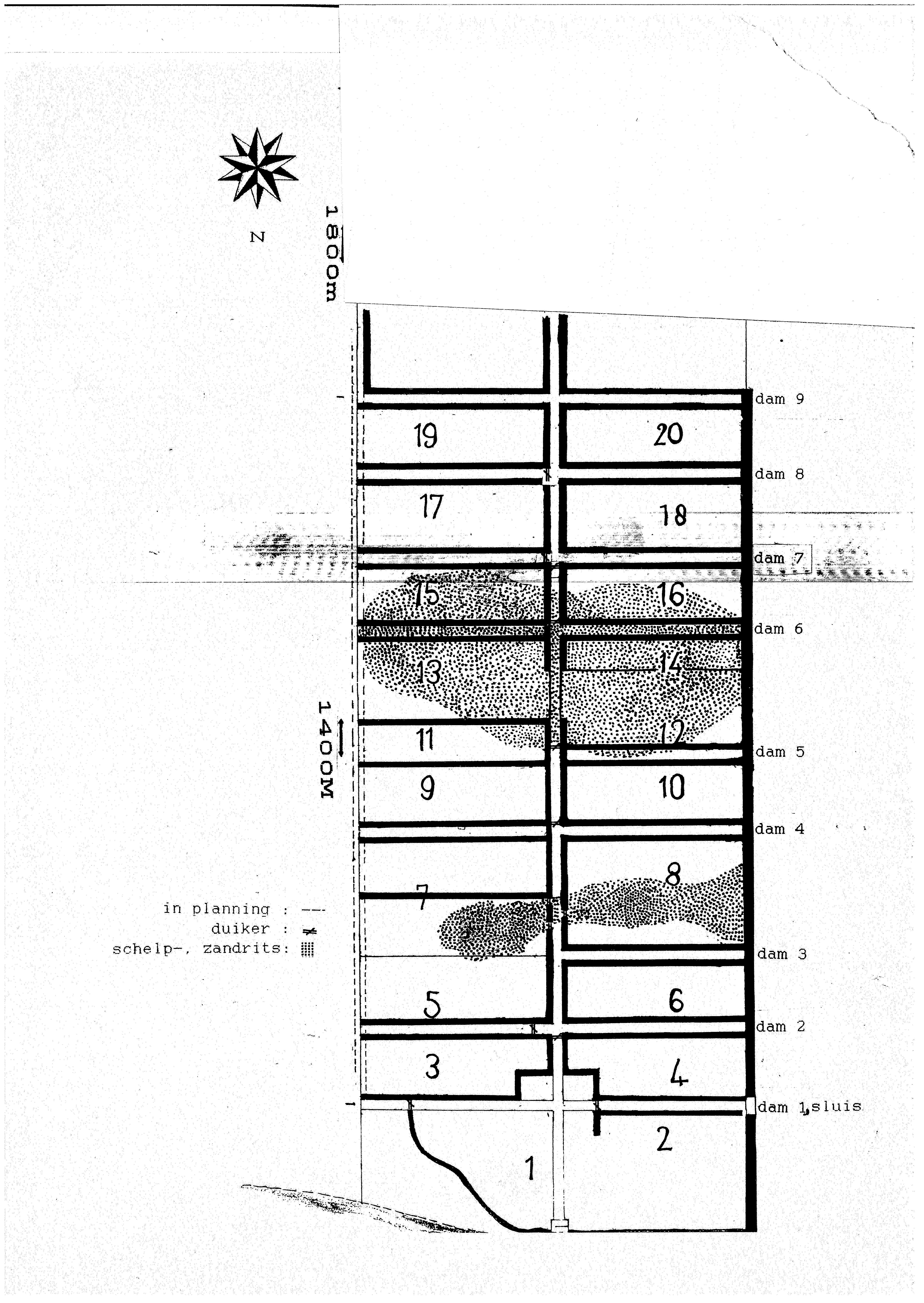
Plattegrond Weltevreden

Weltevreden was een koffieplantage aan de Commewijne in het district Commewijne in Suriname. De plantage lag stroomafwaarts naast de plantage Beekenhorst en stroomopwaarts naast de plantage Akkerboom.

## Geschiedenis
De grond werd in 1745 uitgegeven aan Nicolaas Freher. Dit gebeurde nadat het fort Nieuw-Amsterdam klaar was en de gronden tussen dat fort en het fort Sommelsdijk beschermd werden. De gronden werden uitgegeven in een grootte van 500 akkers.
Na het overlijden van Nicolaas nam zijn zoon, die ook Nicolaas heette, de plantage over. In de volksmond (Sranantongo) heette de plantage Freerie of Freyrie. Van 1825 tot 1833 was de plantage in handen van C.L. Weissenbruch.
Daarna kocht Charles Schattenkerk, arts in Doetinchem, de plantage. In 1835 werkten er negen slaven en in 1842 en 1843 was dat aantal toegenomen tot respectievelijk 23 en 26. Na het overlijden van Van Halm in april 1849 werd de "Koffij-plantaadje Weltevreden met daartoe behoorende drie slavengebouwen en verder toebehoren" in februari 1850 per advertentie aangemerkt als te verkopen voor of op 15 januari 1851 en al op 20 mei 1850 te koop gezet door het "Departement Der Onbeheerde Boedels".
Bij de emancipatie in 1863 werken er nog twee slaven op Weltevreden. In 1891 werd er cacao verbouwd. Vanaf die tijd werd ook de school genoemd die op Weltevreden stond. In 1902 werkten er 23 arbeiders, waaronder 20 immigranten. Er was toen 15 hectare cacao en bananen in cultuur. Op de school zaten ongeveer vijftig kinderen. 
Na die tijd werd er ook citrus geteeld. Als eigenaars waren toen bekend: Van der Schroeff en Thodlreg. De laatste eigenaar is de firma H.J. de Vries die er onder de naam N.V. Karpahl een moderne plantage van trachtte te maken.

## Galerij

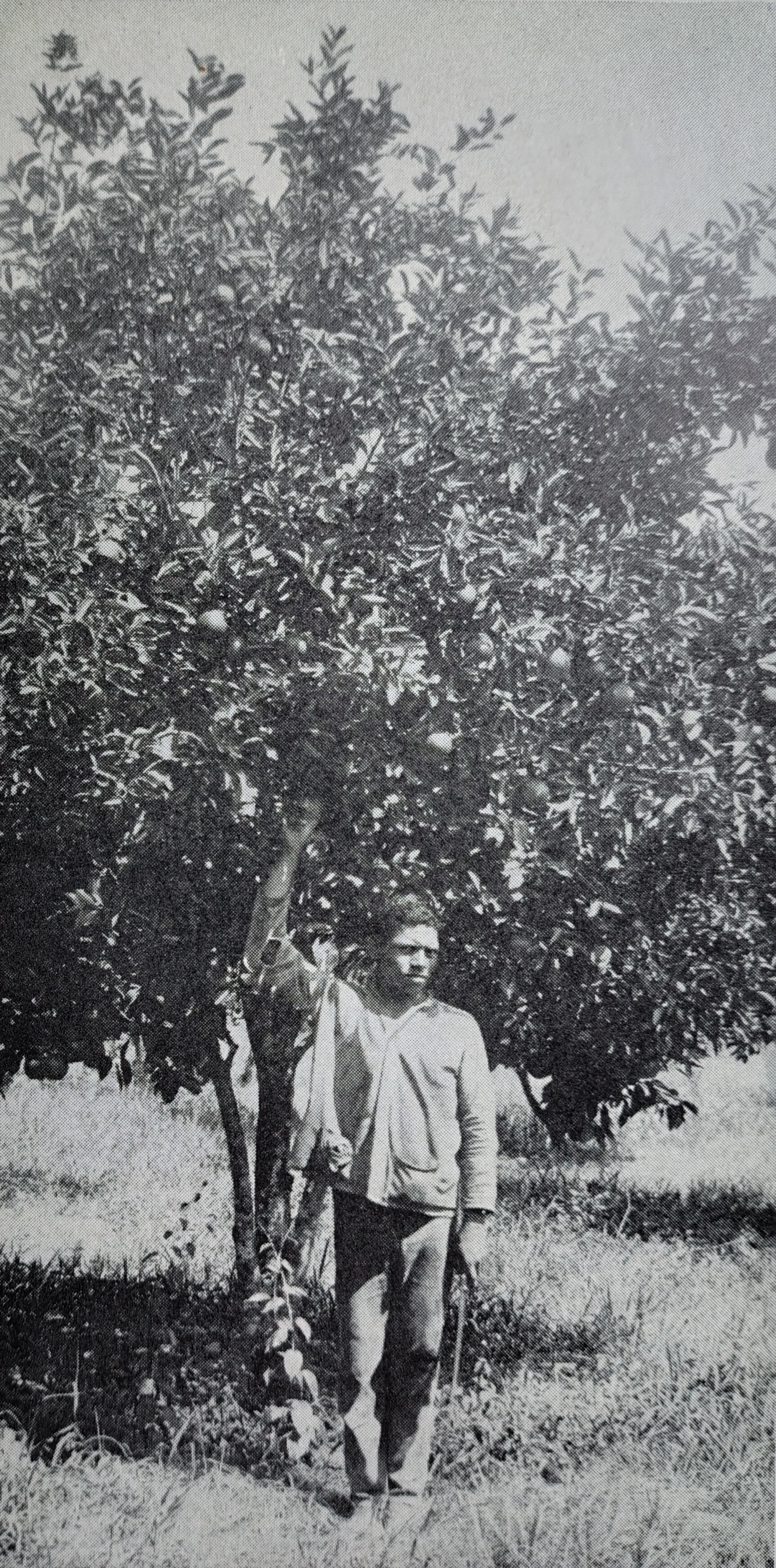
Arbeider bij een sinaasappelboom, jaartal onbekend
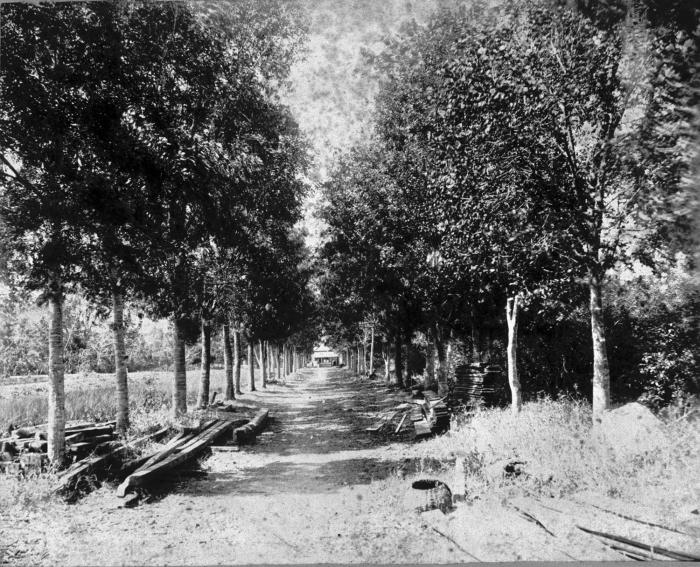
Laan met mahoniebomen in 1883
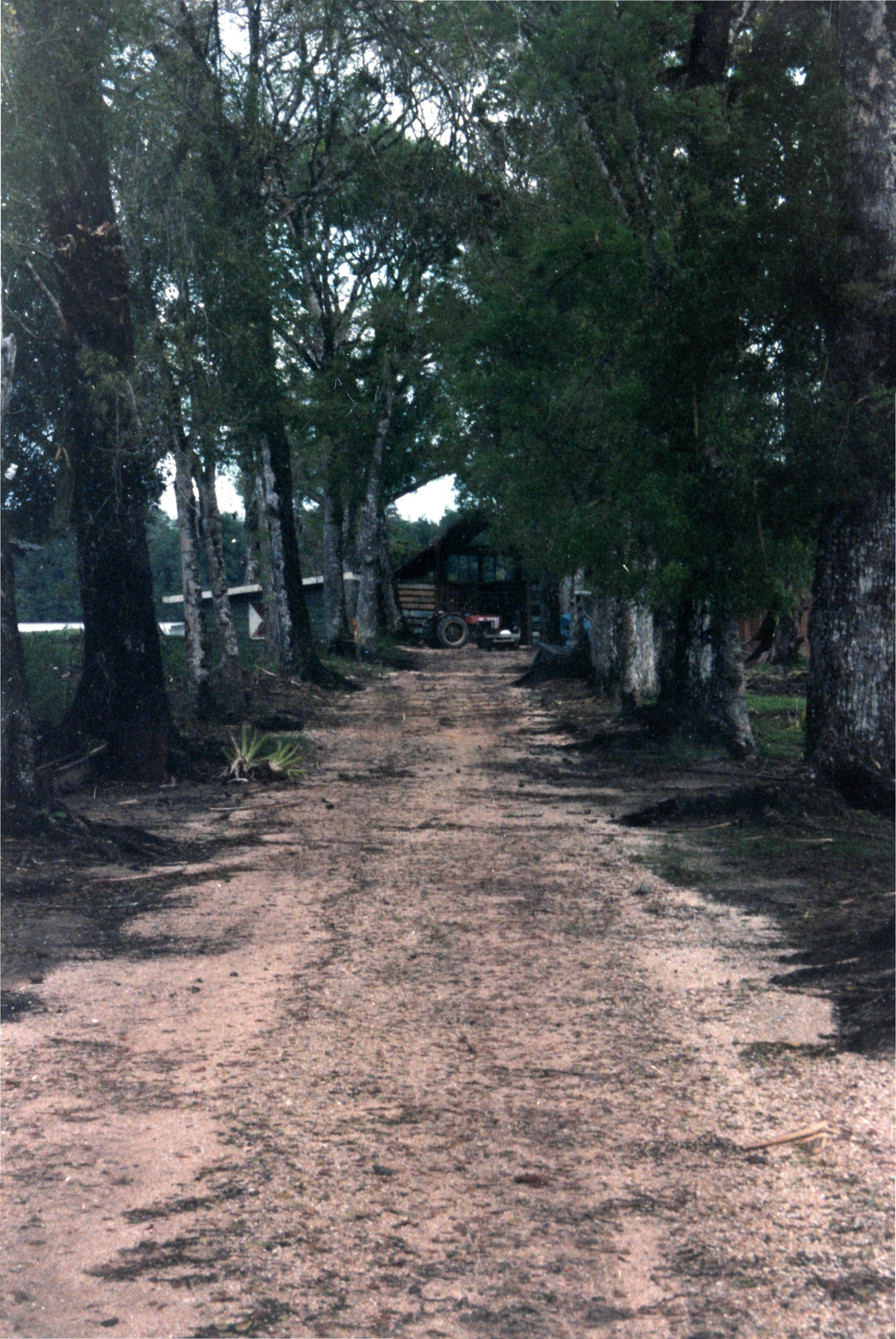
Laan met mahoniebomen in 1992
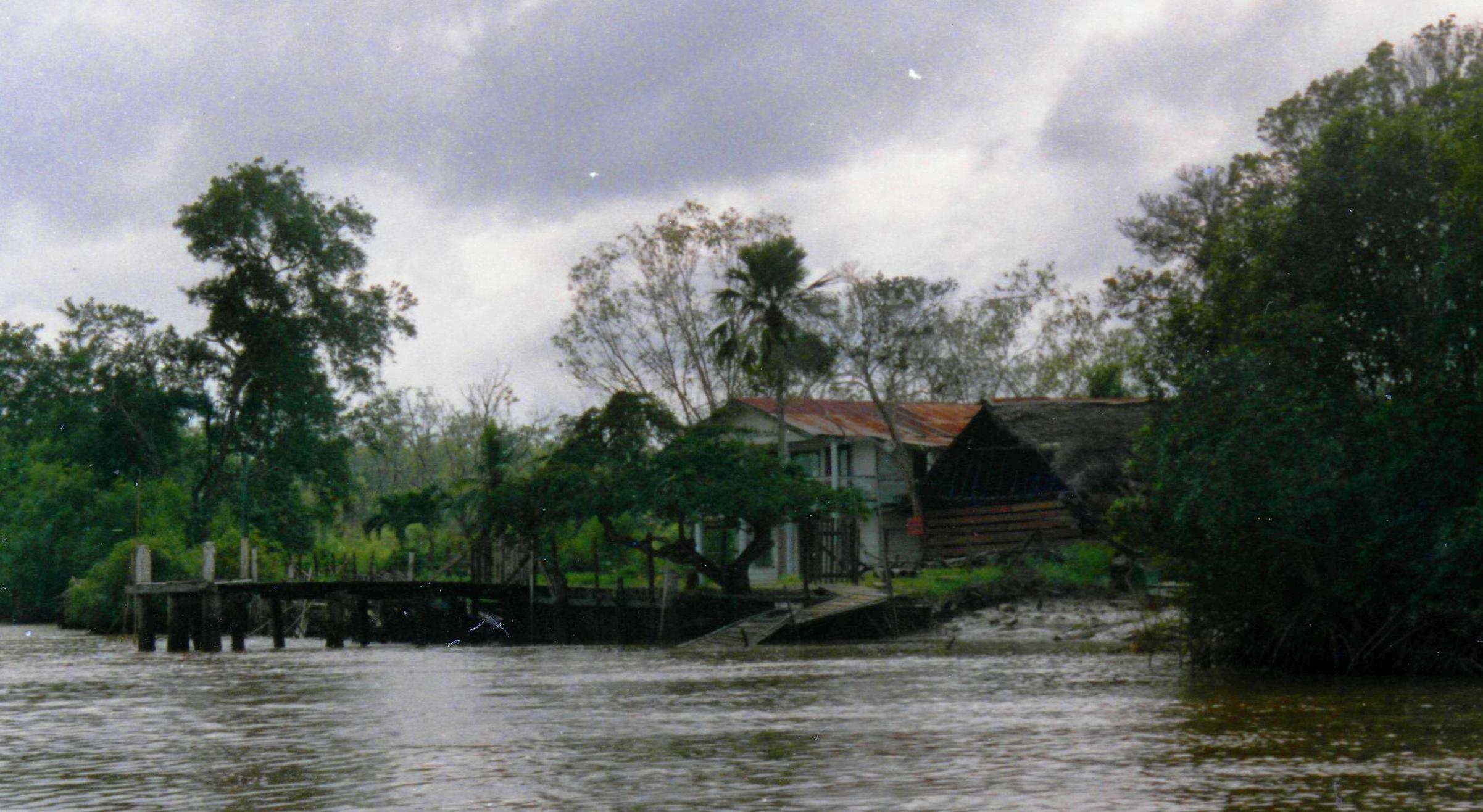
Weltevreden vanaf de Commewijnerivier in 1991
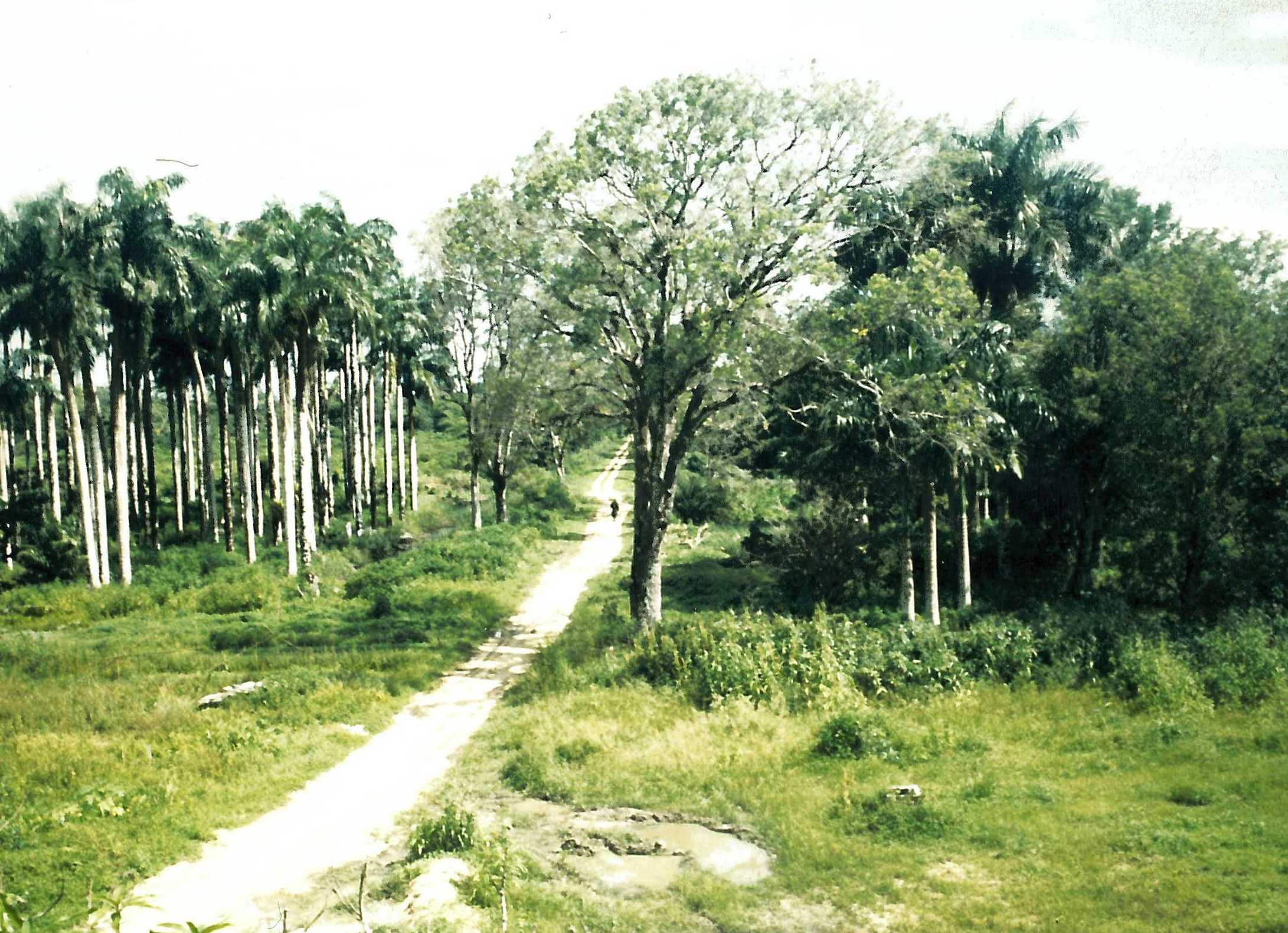
Het middenpad, foto 2011
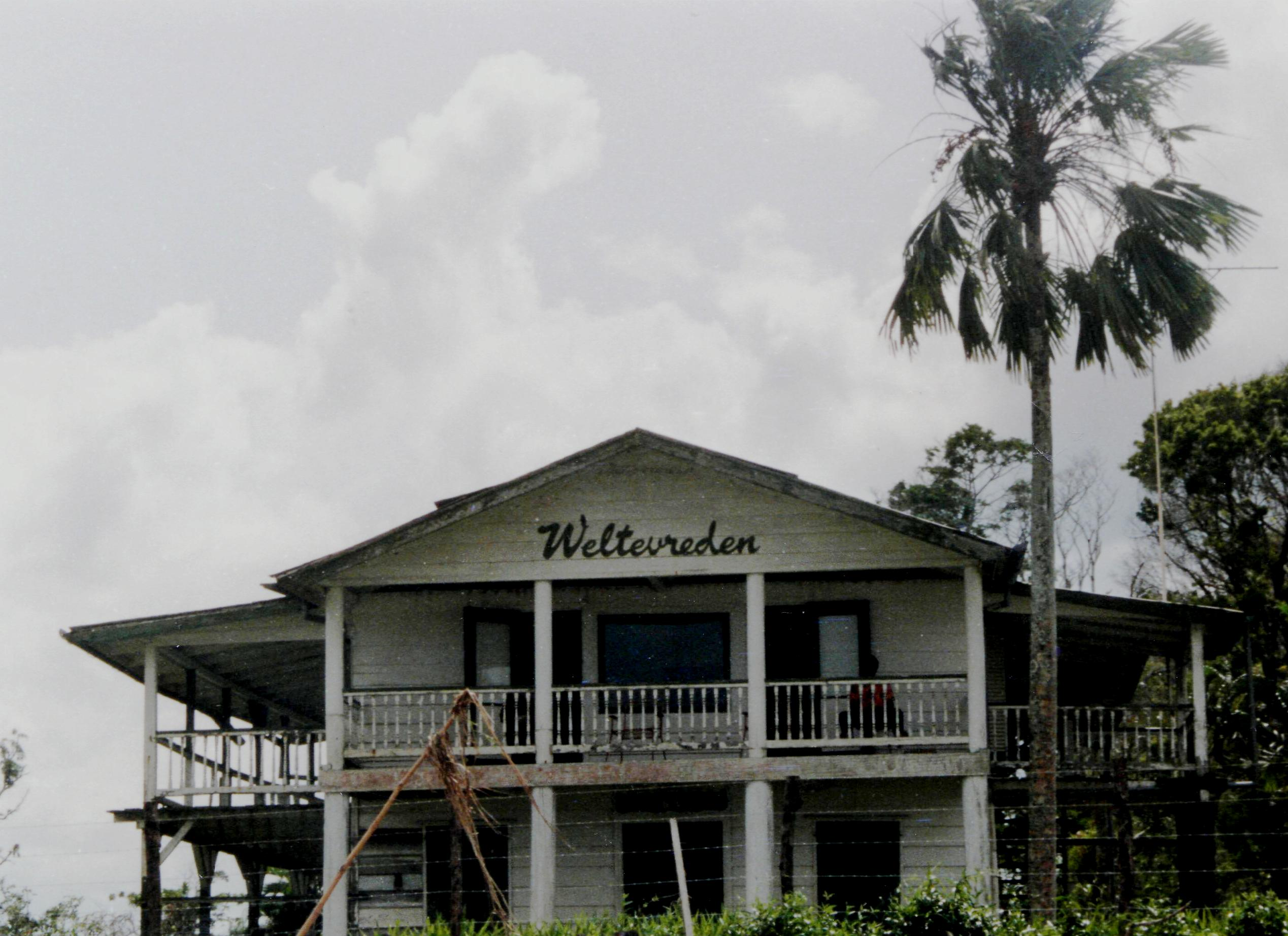
De directeurswoning, foto 2012

A la bonne heure · Accaribo · Anna's Zorg · Akkerboom · Alliance · Alkmaar · Andresa · Auka · Andreesgift · Badenstein · Bantaskine · Barbados · Batavia · Beekenhorst · Belladrum · Bellevue · Belwaarde · Beninenburg · Berg en Dal · Bergen op Zoom · Berlijn (Commewijne) · Berlijn (Para) · Bethlehem · Boksweide · Boston · Botany Bay · Boxel · Bronswijk · Brouwerslust · Bruinendaal · Bucklebury · Buitenrust · Burnside · Cadrosspark · Caledonia · Campenburg · Cannewapibo · Catharina Sophia · Clevia  · Cliffort-Kokshoven · Clyde · Concordia · Concordia en een Kwart Lot · Courcabo · De Dageraad · De Eendragt · De Goede Vriendschap · De Resolutie · De Vier Hendrikken · Diamond · Dijkveld · Domburg · Dordrecht · Drie Gebroeders · Driesveld · Eendragt · Elisabeth's Hoop · Ellen · L'Espérance (Nickerierivier) · L'Espérance (Surinamerivier) · Esthersrust · Fairfield · Fortuin · Flora · Florentia · Frederiksburg · Frederiksdorp · Frederikslust · Geertruidenberg · Geyersvlijt · Glensander · Gloria · Groot Chatillon · Groot Marseille · Guadeloupe · Haarlem · Hague · Hamburg · Hamilton · Hamptoncourt · Hannover · Hazard · Hebron · Hecht en Sterk · Hildesheim · Hooyland · Hope · Houttuin · Huntly · Huwelijkszorg · Inverness · Jagtlust · Jodensavanne · Johan & Margaretha · Johanna Catharina · Johanna Maria · Johannesburg · John · Katwijk · Kent · Kerkshoven · Killenstein · Klein Bellevue · Kleinhoop · Krappahoek · Kroonenburg · Kwatta · La Jalousie · La Prévoyance · La Prosperité · La Rencontre · La Ressource (Saramacca) · La Ressource (Surinamerivier) · La Singularité · Laarwijk · Leasowes · Leliëndaal · Leonsberg · Livorno · Longmay · Lunenburg · Lust en Rust · Lustrijk · Maasstroom · Margarethenburg · Maria Petronella · Mariënbosch · Mariënburg · Margaretha's Gift · Mary's Hope · Meerzorg · Merveille · Moed en Kommer · Mon Bijou · Mon Souci · Mon Trésor · Monnikendam · Mopentibo · Morgenster · Moy · Nieuw Mocha · Nieuwzorg · Nieuwe Aanleg · De Nieuwe Grond · Nijd en Spijt · Novar · Nursery · Nut en Schadelijk · Onoribo · Onverwacht · Oranibo · Ornamibo · Overbrug · Overtoom 
· Oxford · Palestina · Paradise · Persévérance · Petersburg · Picardië · Peperpot · Pieterszorg · Plaisance · Poelwijk · Potosie · La Prevoyance · Purmerend · Rac à Rac · Reijnsdorp · Reijnsfort · Rijnberk · Roosenburg · Rorac · Rust en Werk · Rustenburg · Saltzhalen · Sans Souci · Saphir · Sarah · Sardam · Schaapstede · Schoonoord · Sinabo en Gelre · Sint Barbara · Sint Eustatius · Slootwijk · Smalkalden · Sorgvliet · Spieringshoek · Standvastigheid · Suidwijn · Suzanna's Daal · Toevlugt (Surinamerivier) · Tout Lui Faut · Toledo · Totness · Tyronne · 't Vertrouwen · Victoria · Vierkinderen · Visserszorg · Voorburg · Voorzorg (Saramacca) · Vossenburg · Vredenburg · Vriendsbeleid en Ouderzorg · Vreeland · Waltonhall · Waldijk · Waterloo · Wederzorg · Welbedacht · Welgelegen (Commewijne) · Welgelegen (Coronie) · Welgevallen · Weltevreden · Wolffs Capoerica · Wolfenbüttel · 't Ylant · Zoelen · Zorg en Hoop (hout) · Zorg en Hoop (indigo) · Zorg en Hoop (katoen) · Zorg en Hoop (suiker)